# Каушайте, Юргита
 Юргита Каушайте  (лит. Jurgita Kaušaitė; род. 30 ноября 1970, Шяуляй) — литовская баскетболистка, выступавшая в амплуа разыгрывающего защитника и форварда. Чемпионка Европы 1997, награждена Орденом Великого князя Литовского Гядиминаса.

## Биография
Каусайте Юргита родилась Шяуляе, имеет сестру близнец — Анету. Успешно выступая за каунасский «Лайсве» баскетболистка получила приглашение на чемпионат Европы — 1995, где 8 июня 1995 года в составе сборной Литвы дебютировала в матче против сборной Италии, сыграв 1 минуту. Несмотря на этот малозаметный выход на площадку, следующие 7 матчей Юргита провела достаточно успешно: 14,6 минут в среднем, 4,4 очка, 1,5 подбора, 0,4 передач.
После окончания европейского турнира Юргита, вслед за своей сестрой Анетой, поехала в США учиться в Академию Эмпория Стэйт, где выступала за студенческую команду «Эмпория Стэйт Хорнетс». В 1997 году, вместе с Анетой, Юргита участвовала в Чемпионате Европы — 1997, став обладательницей «золотой» медали. Она играла в шести матчах, в том числе и в финальном, проведя на площадках Венгрии в среднем 10,5 минут, при этом набрав 2,7 очка, сделав 1,8 подбора, отдав 0,5 передач.
В последнем своём заокеанском сезоне Юргита была включена в символическую команду II дивизиона NCAA и признана MVP Центрально-американского студенческого дивизиона. Но травма не позволила дальше развить успех, следующий год прошёл в лечении, Юргита тем временем подрабатывала в туристической компании.
Выздоровев, Юргита, вновь следуя за Анетой, отправилась играть в Финляндию, где за 3 сезона выступила продуктивнее, чем её сестра за 9 лет. Чемпионство и 2 «бронзовые» медали, самый ценный игрок финала (2002) и лучший иностранный игрок (2002 и 2003) стали итогом финской карьеры, при этом она два раза подряд уступала Анете в финале кубка Финляндии, как командой, так и набранными очками (в 2002 — 19 против 25, 2003 — 13 против 21).
В 2004 году Юргита переезжает в Швецию, где её ждал невероятный успех — 3-кратная чемпионка Швеции, лучший игрок Швеции в 2006 году, 3 раза включена в «символическую сборную» шведского первенства (2006, 2007, 2009).
По завершении карьеры баскетболистки, Юргита получила новый вызов судьбы — стала главным тренером команды «Сольна Викингс», с которой в первом же сезоне завоевала «серебряные» медали, в сезоне 2010/11 команда оступилась в полуфинале, проиграв будущему чемпиону Швеции «Телге» серию 0-2, ну а в сезоне 2011/12 выступила ещё хуже — проигрыш в 1/4 финала при преимуществе своей площадки. С сезона 2012/13 Юргита Каусайте помощник главного тренера и снова «серебряный» успех.
С 2004 года Юргита находится в системе подготовки национальной сборной Швеции различных возрастов, сначала она была помощником в кадетской сборной (до 16 лет), а затем с 2007 года в молодёжной (до 20 лет). С 2009 по 2010 года она является главным тренером молодёжной сборной на чемпионатах Европы, где под её руководством в 2009 году команда заняла 11-е место, а в 2010 — 15-е место и вылет в Дивизион «В». В 2011 году Юргита помощник тренера сборной на Универсиаде в Китае — 4-е место. В 2012 году она входит в тренерский штаб, в качестве помощника тренера, основной и молодёжной сборной. «Молодёжка» на чемпионате Европы занимает 6-е место, но а главным успехом того лета, стало то, что после 26-летнего перерыва сборная Швеции, опередив в квалификации «грозную» Испанию, попала в финальную стадию чемпионата Европы — 2013. На Евротурнире шведки заняли 7-е место.

## Достижения

### Игрок
- Чемпион Европы: 1997
- Чемпион Финляндии: 2002
- Бронзовый призёр чемпионата Финляндии: 2001, 2003
- Чемпион Швеции: 2006, 2008, 2009

### Тренер
- Серебряный призёр чемпионата Швеции: 2010, 2013